# Wow Safari Thoiry
Le Wow Safari Thoiry est un parc zoologique français, situé dans la région Île-de-France, dans le département des Yvelines, à une quarantaine de kilomètres à l'ouest de Paris. Le parc prend place au sein du domaine du château de Thoiry, situé sur les communes rurales de Thoiry et de Villiers-le-Mahieu. Ouvert en 1968 et d'abord géré par son fondateur, Antoine de La Panouse, puis par son fils Paul de La Panouse, sous le nom de "Réserve africaine de Thoiry", il devient ensuite la propriété du Groupe Thoiry Participations, dont le capital se partage depuis 2022 entre la société de capital-investissement Kartesia et la famille de Lapanouse.
Ce parc zoologique, qui s'étend sur 150 des 380 hectares que comprend le domaine, présente environ 1 500 animaux appartenant à environ 95 espèces de mammifères, 28 espèces d'oiseaux et 30 espèces de reptiles. Il présente également des amphibiens et des invertébrés. Il comporte une partie safari, visitable en voiture, une partie piétonne plus traditionnelle et un parc botanique comprenant plusieurs jardins à thèmes : jardins d'automne, de parfums, anglais, labyrinthe, roseraie, et un parterre inversé à la française conçu par Claude Desgots.
Il est membre permanent de l'Association européenne des zoos et aquariums (EAZA) et de l'Association mondiale des zoos et aquariums (WAZA).
Il a reçu environ 550 000 visiteurs en 2019. Après la réserve africaine de Sigean, ce parc zoologique est le second plus vaste de France.

## Historique

### Château
Le château de Thoiry est une œuvre d'architecture de la Renaissance. Ses parterres forment un calendrier solaire à l'échelle du paysage. Ses pièces présentent du mobilier, des tapisseries et des portraits.
En 1559, Olivier Ymbert, maître maçon, construit pour Raoul Moreau, érudit et trésorier du roi, un château qui favorise ses études ésotériques. À Thoiry, le relief a permis de faire du paysage un calendrier solaire grandeur nature. Vu de dehors et à travers les pièces du rez-de-chaussée, on voit le soleil se lever ou se coucher dans l'arche centrale du château, suivant les saisons.
En 1965, le château est en mauvais état. Pour le restaurer, les propriétaires manquent d'argent et refusent de disperser les collections de meubles, de tapisseries et de lettres de Thoiry. Paul de La Panouse propose à son père Antoine d'ouvrir les appartements du château au public. Cette opération a lieu en 1966 et accueille 20 000 visiteurs, chiffre insuffisant pour payer les frais.

### Jardins
N'ignorant rien des « divines proportions » et des règles du nombre d'or utilisées par l'architecte Philibert Delorme pour le château, Claude Desgots, neveu et collaborateur d'André Le Nôtre, paysagiste de Thoiry, s'en inspira pour aménager jardins et perspectives, prolongeant ainsi l'œuvre de l'architecte. Il sut même créer une illusion d'optique. Ainsi, lorsque le promeneur quitte le château en descendant le centre du parterre, il a l'impression que le fond du jardin s'éloigne au fur et à mesure qu'il avance car les arbres furent plantés de manière à inverser les perspectives.
Au XIXe siècle, l'engouement du parc à l'anglaise s'impose au détriment des conceptions classiques. Cette mode envahit le parc de Thoiry et seuls le grand axe sud-ouest et son parterre à la française échappent à la destruction. Les paysagistes Châtelain puis Varé ont créé des massifs d'azalées, de rhododendrons aux couleurs mauves et roses qui agrémentent la promenade. De nouvelles espèces d'arbres, dont 51 séquoias, plantés vers 1852 enfouissent le château sous les frondaisons, obstruant toutes les perspectives sur le vaste paysage alentour. Vers 1970, soucieux de redonner à l'histoire des jardins sa pleine dimension, Paul de La Panouse a recréé les allées du jardin nord-est à la française et coupé les plantations du XIXe siècle devant le château pour rétablir la perspective et la transparence architecturale.
Annabelle, comtesse de La Panouse, a développé le parc paysager à l'anglaise sur ses côtés latéraux :
- avec le paysagiste Timothy Vaughan, un jardin d'automne ;
- avec Adrien Fisher, un labyrinthe à thème Le Songe de Poliphile composé de 5 600 ifs, 2 300 mètres d'allées et de 9 ponts ;
- avec Alain Richert, un jardin de senteurs, une roseraie et d'innombrables bosquets d'arbres et arbustes rares.

La comtesse de La Panouse a aussi créé une longue galerie de pivoines et hémérocalles, une allée serpentine de viburnums et hortensias, ainsi qu'un pré fleuri.

### Parc zoologique
À l'ouverture du château au public en 1966, les recettes étant insuffisantes pour couvrir les frais, Paul de La Panouse a alors l'idée d'installer un zoo à Thoiry avec des ours, des loups, des éléphants et quelques tigres. En 1967, grâce à une publicité astucieuse[réf. souhaitée], 100 000 personnes le visitent mais le parc animalier ne démarre réellement son histoire que l'année suivante : le 10 mai 1968, a lieu l'inauguration du premier zoo en France à accueillir des animaux en semi-liberté. Ce parc safari connaît immédiatement un grand succès puisqu'il accueille un million de visiteurs dès la première année,.
En 1973, le ZooSafari de Thoiry reçoit la Pomme d'or, distinction de la fédération internationale des journalistes et écrivains du tourisme, pour son implication et son excellence touristique.
En mars 2017, un rhinocéros blanc, Vince, jeune mâle de 4 ans né aux Pays-Bas et arrivé dans le parc en mars 2015, est retrouvé mort, abattu de deux balles de gros calibre dans la tête et délesté de ses cornes vraisemblablement sciées à la tronçonneuse ; seule la corne principale dont la valeur marchande est estimée entre 30 000 et 40 000 a toutefois été emportée par les braconniers.
Le 2 juin 2018, le ZooSafari de Thoiry organise un concert événement pour fêter ses 50 ans, le « Happy Thoiry Festival », regroupant sur scène le trio Arcadian, Claudio Capéo et Amir. Isabelle Morini-Bosc est également marraine de cette journée spéciale. Cette première édition rassemble un peu plus de 3 000 spectateurs,.

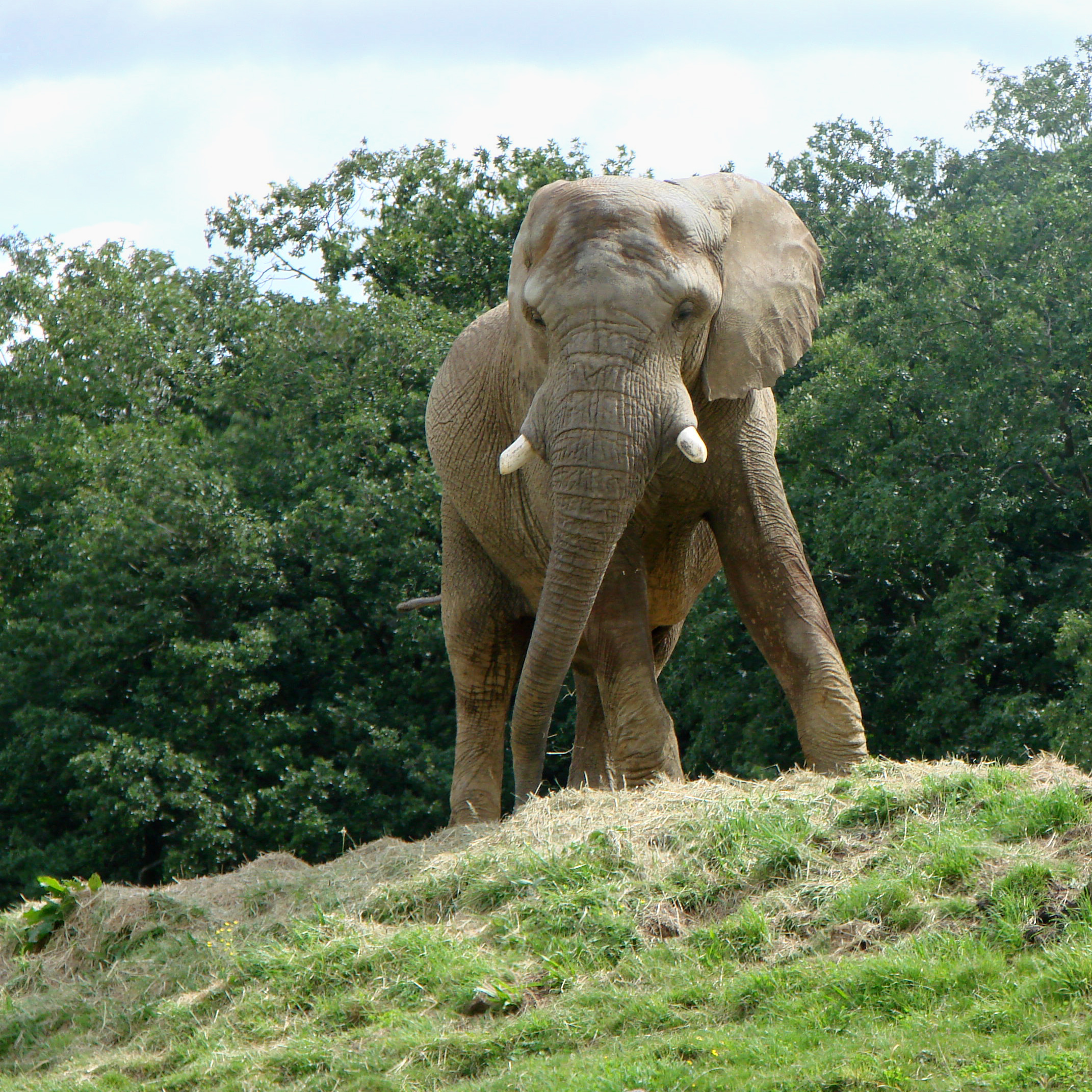
Éléphant d'Afrique à Thoiry.

## Installations et espèces présentées

### Le parc à pied

#### Les tunnels de verre
Les tunnels de verre ont vu le jour au parc en 1994. Les tunnels permettent de traverser le territoire des lions, des tigres et des hyènes. Le plus récent est le tunnel des hyènes construit en 2015,

#### L'arche des petites bêtes
En 2012, ce bâtiment de 500 m2 a été construit en bois et chanvre dans une démarche écoresponsable en adéquation avec les valeurs du parc. Centre d'élevage et de conservation, cet espace permet de sensibiliser le public à la nécessité de préserver cette faune, qu'elle soit marine, terrestre ou arboricole. Dans des dizaines de terrariums de nombreux insectes, batraciens et reptiles menacés comme les grenouilles mousse, mygale matoutou, mantelles dorée, caméléon panthère, grenouille tomate, sont présentés au public.

### Le safari

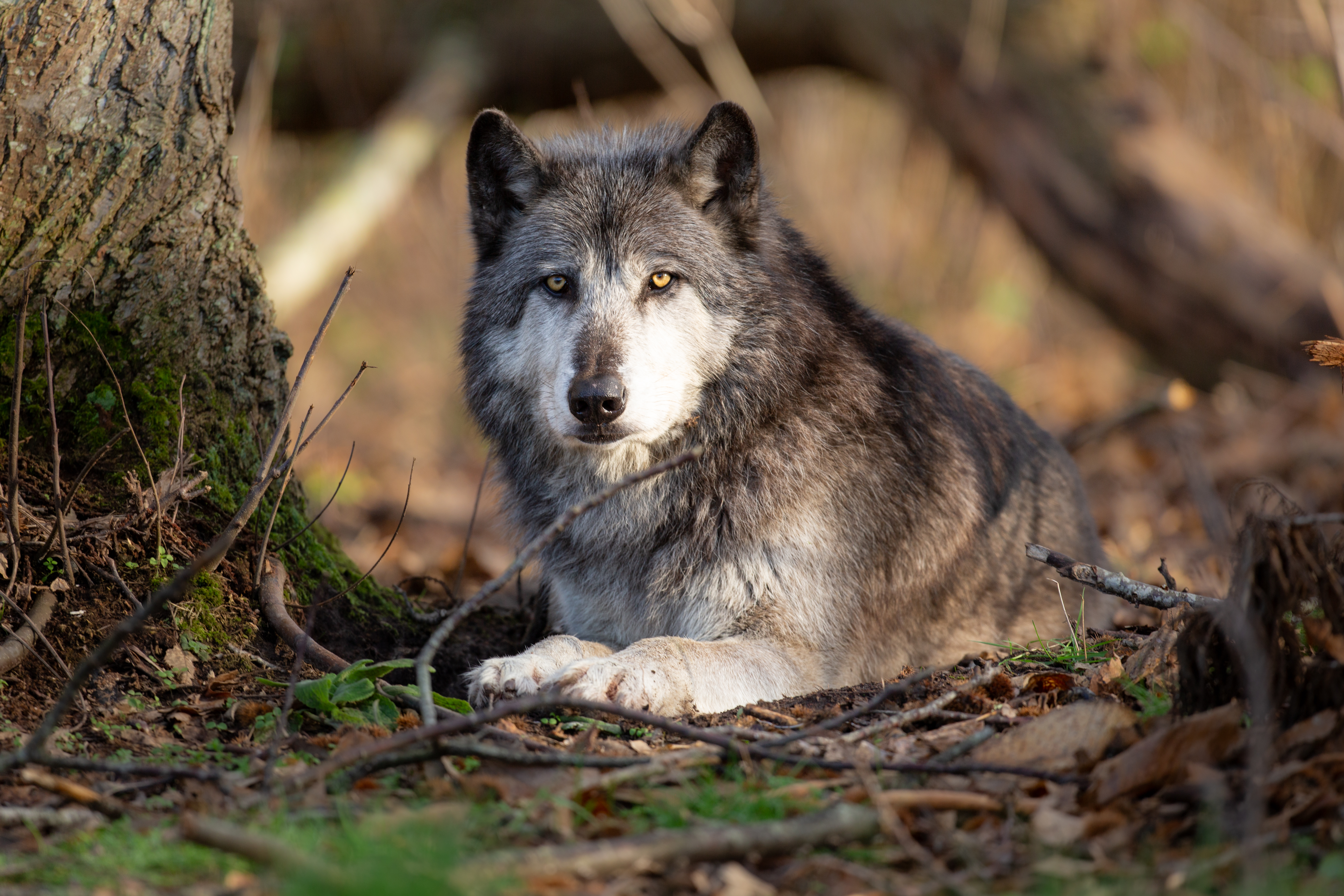
Loup de Mackenzie dans le safari.

Le safari s'étend sur 50 hectares. Une piste de 8 kilomètres traverse le territoire de plus de 200 animaux en semi-liberté, où les espèces de même région cohabitent comme dans leur milieu naturel.
- la "réserve africaine" présente les herbivores africains (éléphants, dix espèces d'antilopes, girafes, zèbres, rhinocéros, hippopotames, autruches, etc.). Jusqu'en février 2011, les lions évoluaient dans la section safari. Depuis 2017, ils sont  visibles uniquement en camion brousse.
- la "réserve d'Amérique du Nord" présente les ours noirs, loups de Mackenzie, coyotes, ours à lunettes et bisons ainsi qu'une plaine des animaux rares d'Eurasie.

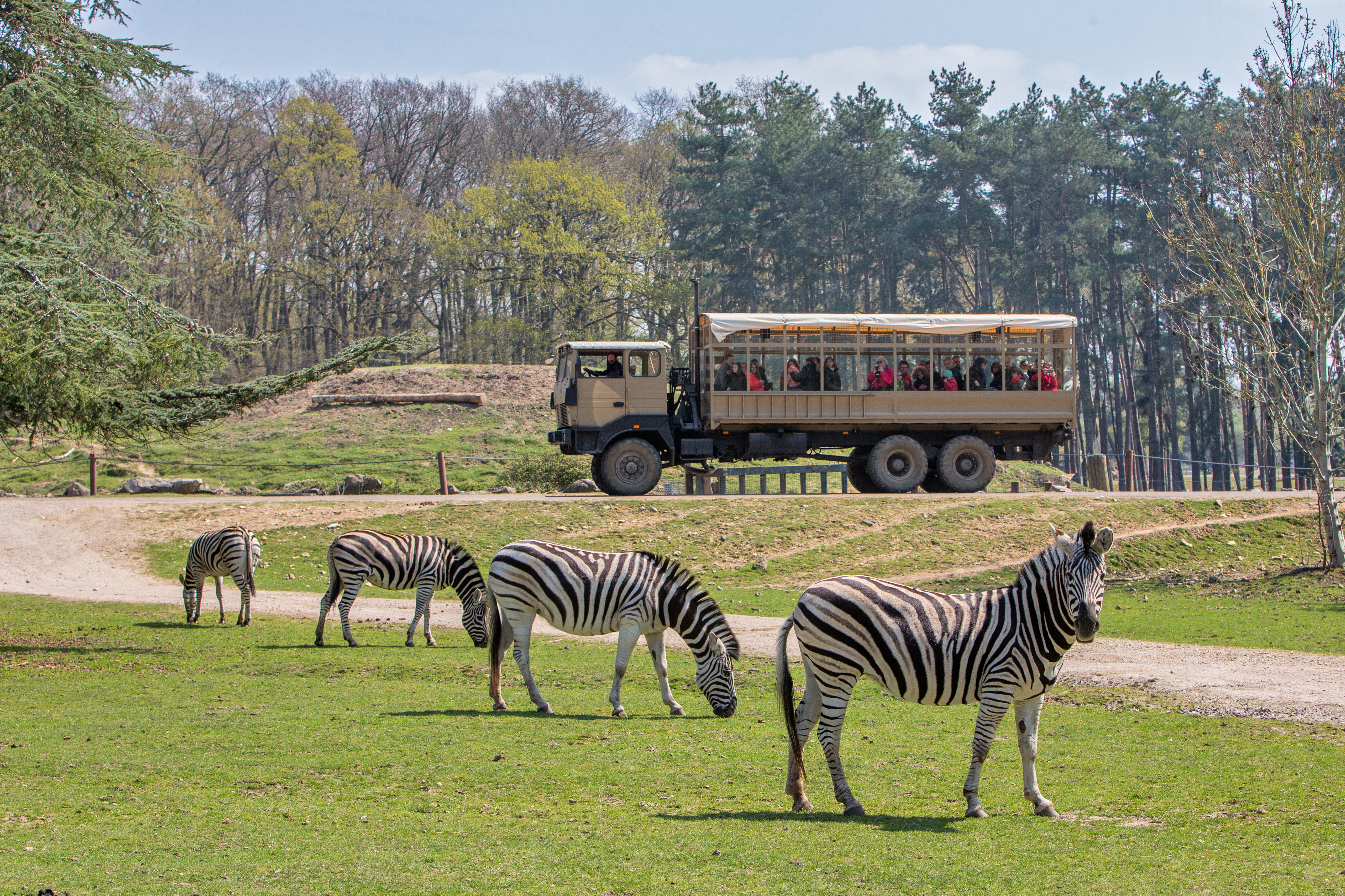
Camion brousse dans le safari.

#### Visite en camion brousse
Depuis 2017, le safari peut se visiter aussi en camion brousse. Conduite par les soigneurs animaliers, la visite dure environ 1 h 15 et passe par le territoire des lions en semi-liberté.

#### Terres d'Afrique
En 2023, le parc crée un nouvel espace de 3 hectares dédié aux éléphants, nommé « Terres d'Afrique ». Deux nouveaux éléphants sont arrivés pour recréer un groupe de mâles avec Ben déjà présent depuis 2002, comme dans la nature. Moyo, un jeune éléphant, est arrivé en 2022 et Jabu est arrivé en 2023,.

## Conservation
La principale raison d'être des parcs animaliers est la conservation des espèces menacées afin de préserver leur patrimoine génétique. Membre de l'Association Européenne des Zoos et Aquariums (EAZA), le parc s'engage dans la conservation ex situ en participant à des programmes d'élevage européens pour les espèces menacées (EEP).
Grâce au curateur, le parc participe à des transferts d'animaux entre différents parcs zoologiques en Europe afin de favoriser le brassage génétique lors de naissances, dans le but de conserver une population d'animaux génétiquement saine.

### En 2016 réintroduction d'escargots de Partula
Menacés d'extinction, ces petits invertébrés ont fait l'objet d'un programme d'élevage à Thoiry ainsi qu'en Angleterre. Mille sept cent escargots nés en captivité ont été réintroduits à Tahiti. Cent soixante quatorze d'entre eux avaient grandi à Thoiry.

### En 2019 réintroduction de bisons d'Europe

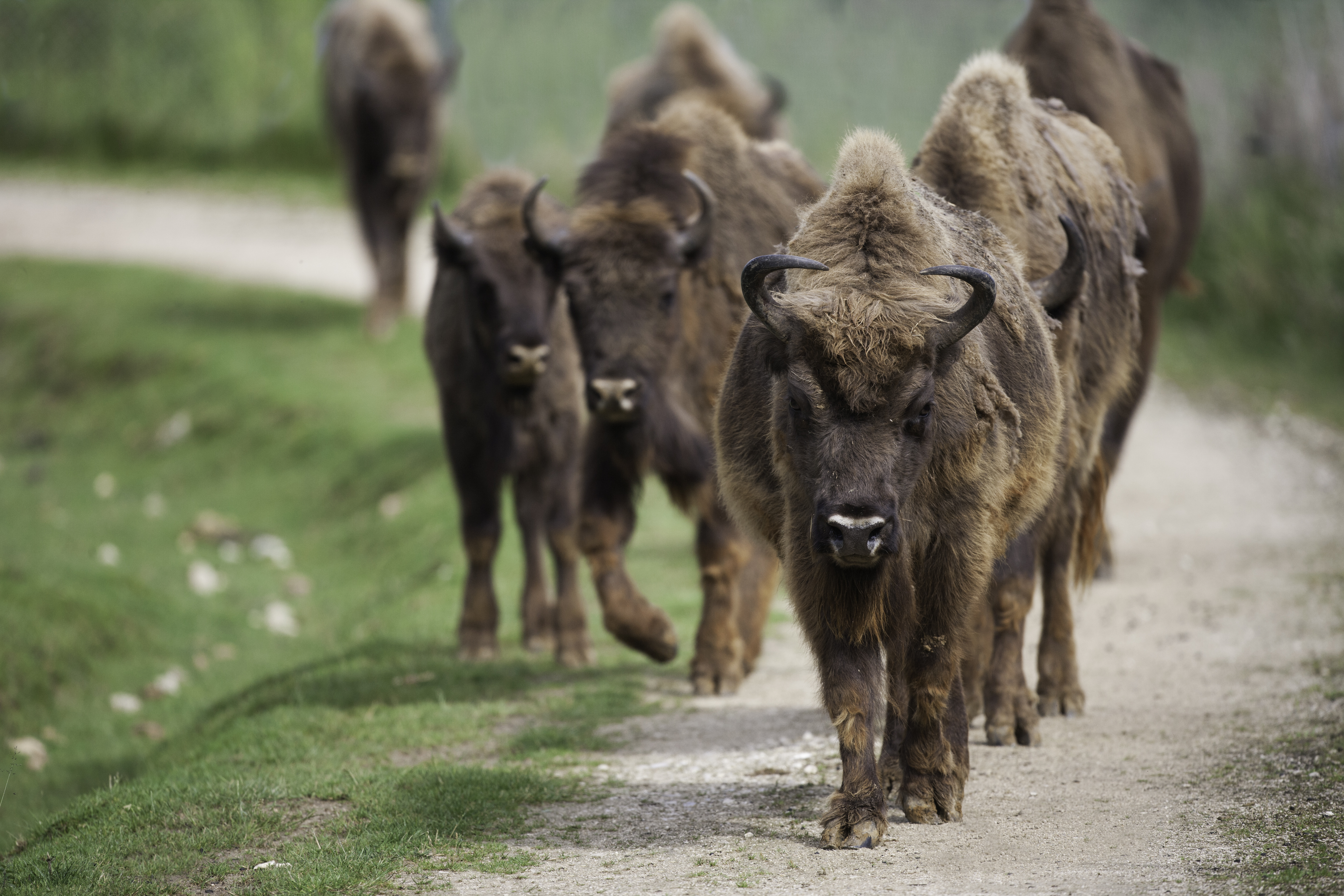
Bisons d'Europe.

En 2019, trois bisons d'Europe nés au parc de Thoiry, ont été sélectionnés dans le cadre du programme de réintroduction mené par le WWF pour être réintroduits en Azerbaïdjan près d'un siècle après leur disparition à l'état sauvage.
En 2020, Shaki, une des femelles élevées au parc de Thoiry, a donné naissance à un petit mâle le 3 août 2020.

## Hébergement
En 2021, le parc lance sa première offre d'hébergements immersifs. Vingt « tanières » permettent de dormir au-dessus de l'enclos des ours et des loups.

## Pédagogie et éducation
L'éducation et la sensibilisation à la protection de la biodiversité est l'une des trois missions essentielles des parcs zoologiques qui sont des lieux d'apprentissage et de découverte de la nature.

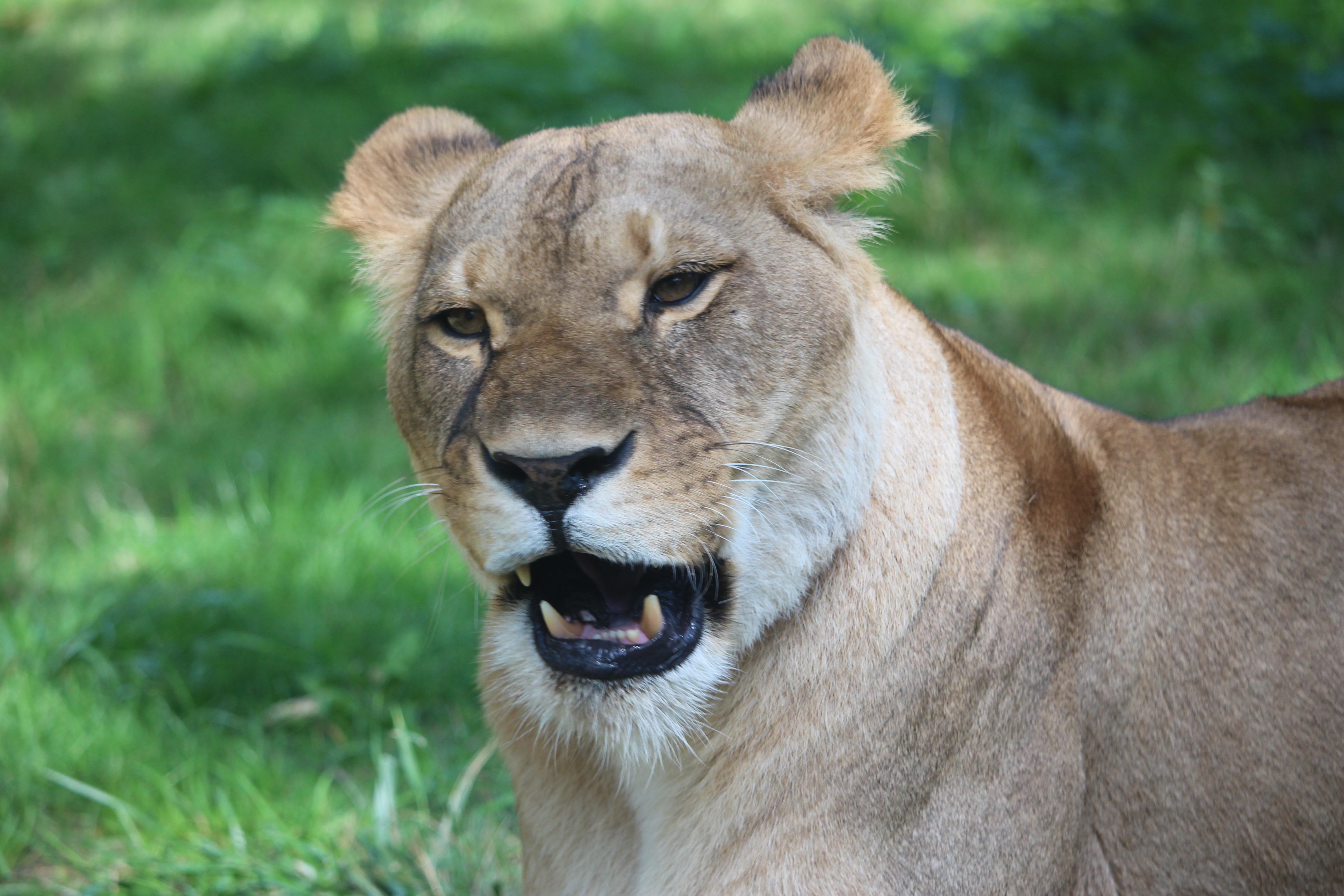
Lionne d'Afrique visible dans le parc à pied depuis l'enclos tunnel.

Le parc décline plusieurs activités spécialement conçues pour les enfants, pour leur faire découvrir et les sensibiliser à la protection de la nature.
Thoiry est partenaire de l'Éducation nationale. Le parc figure parmi les structures éducatives recommandées par le rectorat des Yvelines. Tous les ateliers pédagogiques proposés aux scolaires ont été élaborés en collaboration avec le comité des sciences de l'Éducation nationale.

## Économie
Au passage des années 1980 aux années 1990, le parc est un exemple de site récréatif régional à rencontrer le succès. Les visiteurs sont 324 000 en 1991 et 350 080 en 1996 à arpenter les allées.
Le domaine est la propriété du « Groupe Thoiry Participations », dont le capital se partage entre la société de capital-investissement Ekkio Capital (actionnaire majoritaire), la famille de Lapanouse et trois fonds d'investissement : BNP Paribas Développement, BRED Développement et IDF Capital,. Ce groupe est également propriétaire de plusieurs autres établissements zoologiques, dont le safari de Peaugres, en Ardèche. L'actionnaire majoritaire, la société Ekkio Capital, est elle-même détenue majoritairement par son équipe dirigeante, aux côtés de la société Luxempart, une société d'investissement cotée en bourse à Luxembourg.
| Année | Visiteurs | Année | Visiteurs | Année | Visiteurs | Année | Visiteurs |
| ----- | --------- | ----- | --------- | ----- | --------- | ----- | --------- |
| 2012  | 410 000   | 2013  | 433 324   | 2014  | 390 000   | 2015  | 400 000   |
| 2016  | 384 000   | 2018  | 440 000   | 2019  | 500 000   | 2020  | 450 000   |